# Азрыпщ
Азрыпщ (абх. Аздрыҧшь), до 1992 года, а также по сей день в Грузии — Клдиани (груз. კლდიანი) — село в Абхазии, в Гагрском районе частично признанной Республики Абхазия, согласно административному делению Грузии — в Гагрском муниципалитете Абхазской Автономной Республики. Высота над уровнем моря составляет 380 метров.

## Население
По данным 1959 года в селе Клдиани жило 257 жителей, в основном армяне. В 1989 году в селе проживало 138 человек, также в основном армяне.

## История
Клдиани переименован в Азрыпщ согласно Постановлению ВС Республики Абхазия от 4 декабря 1992 года. По законам Грузии продолжает носить название Клдиани.